# Pérez Prado
Dámaso Pérez Prado (11. prosince 1916 Matanzas – 14. září 1989 Ciudad de México) byl kubánský hudební skladatel a aranžér. Byl průkopníkem stylu mambo a jeho komerčně nejúspěšnějším představitelem. Byl známý pod přezdívkou „Cara de foca“ (Tulení tvář).
Začínal jako klavírista, v roce 1936 nastoupil do skupiny Sonora Matancera, později odešel do Havany a přidal se k souboru Orquesta Casino de la Playa. Od roku 1949 žil v Mexiku, kde založil vlastní kapelu a podepsal smlouvu se společnosti RCA Records. Hrál také sám sebe v hudebních filmech Serenata en Acapulco a Cha-Cha-Cha Boom!. V roce 1980 získal mexické občanství. Jeho nástupcem se stal syn Pérez Prado, Jr.
Jeho nejúspěšnějšími skladbami byly „Mambo No. 5“ (kterou později zpopularizoval Lou Bega) a „Patricia“ (známá z filmu Sladký život). Do čela žebříčků popularity se dostala také jeho instrumentální verze francouzské písně „Cerisiers Roses et Pommiers Blancs“. V roce 1999 byl posmrtně zařazen do International Latin Music Hall of Fame.